# Clathrina helveola
Clathrina helveola är en svampdjursart som beskrevs av Wörheide och Hooper 1999. Clathrina helveola ingår i släktet Clathrina och familjen Clathrinidae.
Artens utbredningsområde är havet kring Australien. Inga underarter finns listade i Catalogue of Life.